# Ugo Ihemelu
Ugochukwu "Ugo" Ihemelu (Enugu, 3 de abril de 1983) é um ex-futebolista nigeriano-estadunidense que atuava como zagueiro.

## Carreira
Após jogar pelo SMU Mustangs, ligado à Universidade Metodista Meridional, entre 2001 e 2003, Ihemelu atuou pelo Legends FC, em 2004, ajudando o time filiado à USASA a conquistar uma vaga para a Lamar Hunt U.S. Open Cup, onde seria eliminado ainda na primeira fase.
Selecionado pelo Los Angeles Galaxy como quinta escolha no SuperDraft da Major League Soccer de 2005, o zagueiro ajudaria a equipe da Califórnia a vencer a Lamar Hunt U.S. Open Cup e a MLS em sua temporada de estreia como atleta profissional. Jogaria ainda pelo Colorado Rapids até 2009, quando foi negociado com o FC Dallas em troca do também zagueiro Drew Moor e um valor em dinheiro. Entre as rodadas 8 e 11 da temporada 2011 da MLS, Ihemelu foi incluído na equipe da semana após suas atuações contra D.C. United, Seattle Sounders e Houston Dynamo, renovando seu contrato até 2015 e sendo nomeado capitão para a temporada seguinte.
Durante o jogo contra o Colorado Rapids, em maio de 2012, Ihemelu sofreu uma concussão que o tirou do restante da temporada. Sem condições de continuar jogando, o zagueiro anunciou sua aposentadoria em novembro de 2013.

## Carreira internacional
Sua estreia pela seleção dos Estados Unidos foi num amistoso contra a Noruega, em janeiro de 2006, sendo o terceiro atleta nigeriano a defender os Yankees. Em junho de 2008, foi convocado para uma partida do Canadá contra São Vicente e Granadinas, chegando a viajar com a delegação.
Embora a Associação Canadense de Futebol mencionasse Winnipeg como a cidade natal do zagueiro, a elegibilidade para defender os Canucks foi colocada em dúvida por ele ter defendido os Estados Unidos e também questionando a cidadania local. Estes fatores fizeram que Ihemelu não entrasse em campo pelo Canadá.
3 anos depois de sua estreia pela Seleção Norte-Americana, voltaria a vestir a camisa dos Yankees contra a Suécia, onde chegou a evitar um gol da seleção nórdica em cima da linha.

## Títulos
Los Angeles Galaxy
- MLS Cup: 2005
- Lamar Hunt U.S. Open Cup: 2005